# Planetella gibbosa
Planetella gibbosa är en tvåvingeart som först beskrevs av Camillo Rondani 1860.  Planetella gibbosa ingår i släktet Planetella och familjen gallmyggor.
Artens utbredningsområde är Italien. Inga underarter finns listade i Catalogue of Life.